# Tamarine Tanasugarn
Tamarine Tanasugarn es una extenista profesional tailandesa, aunque nacida en Los Ángeles (Estados Unidos) el 24 de mayo de 1977.

## Torneos WTA (11; 4+7)

### Individuales

#### Títulos (4)
| Leyenda: Antes de 2009 | Leyenda: A partir de 2009 |
| ---------------------- | ------------------------- |
| Grand Slam (0)         |                           |
| Juegos Olímpicos (0)   |                           |
| WTA Championships (0)  |                           |
| Tier I (0)             | Premier Mandatory (0)     |
| Tier II (0)            | Premier 5 (0)             |
| Tier III (1)           | Premier (0)               |
| Tier IV & V (1)        | International (2)         |

| Nº | Fecha                 | Torneo           | Superficie | Oponente en la final | Resultado        |
| 1. | 15 de febrero de 2003 | Hyderabad        | Dura       | Iroda Tulyaganova    | 6-4, 6-4         |
| 2. | 21 de junio de 2008   | 's-Hertogenbosch | Hierba     | Dinara Sáfina        | 7-5, 6-3         |
| 3. | 20 de junio de 2009   | 's-Hertogenbosch | Hierba     | Yanina Wickmayer     | 6-3, 7-5         |
| 4. | 17 de octubre de 2010 | Osaka            | Dura       | Kimiko Date          | 7-5, 6-7(4), 6-1 |

#### Finalista (7)
- 1996: Pattaya City (pierde ante Ruxandra Dragomir).
- 2000: Birmingham (pierde ante Lisa Raymond).
- 2001: Tokio (pierde ante Monica Seles).
- 2002: Canberra (pierde ante Anna Smashnova).
- 2002: Doha (pierde ante Monica Seles).
- 2006: Bangkok (pierde ante Vania King).
- 2010: Pattaya City (pierde ante Vera Zvonareva).

#### Clasificación en torneos del Grand Slam
| Torneo                 | 2010 | 2009 | 2008 | 2007 | 2006 | 2005 | 2004 | 2003 | 2002 | 2001 | 2000 | 1999 | 1998 | 1997 | Títulos |
| ---------------------- | ---- | ---- | ---- | ---- | ---- | ---- | ---- | ---- | ---- | ---- | ---- | ---- | ---- | ---- | ------- |
| Australian Open        | 2r   | 1r   | 1r   | 1r   | 1r   | 2r   | 1r   | 3r   | 3r   | 3r   | 3r   | 1r   | 4r   | 3r   | 0       |
| Roland Garros          | 1r   | 2r   | 1r   | 2r   | -    | 1r   | 1r   | 1r   | 3r   | 1r   | 2r   | 1r   | 1r   | 2r   | 0       |
| Wimbledon              | 1r   | 1r   | CF   | 1r   | 3r   | 2r   | 4r   | 1r   | 4r   | 4r   | 4r   | 4r   | 4r   | 3r   | 0       |
| US Open                | -    | 1r   | 1r   | 1r   | -    | 1r   | 1r   | 4r   | 2r   | 1r   | 3r   | 2r   | 1r   | 3r   | 0       |
| WTA Tour Championships | -    | -    | -    | -    | -    | -    | -    | -    | -    | -    | -    | -    | -    | -    | 0       |

### Dobles

#### Títulos (8)
| Leyenda: Antes de 2009 | Leyenda: A partir de 2009 |
| ---------------------- | ------------------------- |
| Grand Slam (0)         |                           |
| Juegos Olímpicos (0)   |                           |
| WTA Championships (0)  |                           |
| Tier I (0)             | Premier Mandatory (0)     |
| Tier II (0)            | Premier 5 (0)             |
| Tier III (3)           | Premier (0)               |
| Tier IV & V (2)        | International (3)         |

| Nº | Fecha                    | Torneo       | Superficie | Pareja             | Oponentes en la final                | Resultado        |
| 1. | 17 de enero de 1998      | Auckland     | Dura       | Nana Miyagi        | Julie Halard Janette Husárová        | 7-6(1), 6-4      |
| 2. | 28 de octubre de 2000    | Shanghái     | Dura       | Lilia Osterloh     | Rita Grande Meghann Shaughnessy      | 7-5, 6-1         |
| 3. | 6 de octubre de 2001     | Bali         | Dura       | Evie Dominikovic   | Janet Lee Wynne Prakusya             | 6-7(4), 6-2, 6-3 |
| 4. | 28 de octubre de 2003    | Tokio        | Dura       | María Sharápova    | Ansley Cargill Ashley Harkleroad     | 7-6(1), 6-0      |
| 5. | 6 de octubre de 2003     | Luxemburgo   | Dura       | María Sharápova    | Elena Tatarkova Merlene Weingartner  | 6-1, 6-4         |
| 6. | 15 de febrero de 2009    | Pattaya City | Dura       | Yaroslava Shvedova | Yulia Beygelzimer Vitalia Diatchenko | 6-3, 6-2         |
| 7. | 14 de febrero de 2010    | Pattaya City | Dura       | Marina Erakovic    | Anna Chakvetadze Ksenia Pervak       | 7-5, 6-1         |
| 8. | 22 de septiembre de 2012 | Guangzhou    | Dura       | Zhang Shuai        | Jarmila Gajdosova Monica Niculescu   | 2-6, 6-2, [10-8] |

#### Finalista (6)
- 1998: Los Ángeles (junto a Elena Tatarkova pierden ante Martina Hingis y Natasha Zvereva).
- 2000: Oklahoma City (junto a Elena Tatarkova pierden ante Corina Morariu y Kimberly Po).
- 2001: Shanghái (junto a Evie Dominikovic pierden ante Liezel Huber y Lenka Nemeckova).
- 2003: Shanghái (junto a Ai Sugiyama pierden ante Émilie Loit y Nicole Pratt).
- 2004: Montreal (junto a Liezel Huber pierden ante Shinobu Asagoe y Ai Sugiyama).
- 2008: Quebec City (junto a Jill Craybas pierden ante Anna-Lena Groenefeld y Vania King).
- 2015: Pattaya City (junto a Shuko Aoyama pierden ante Hao-Ching Chan y Yung-Jan Chan).